# 김문영
김문영(金文穎, 생몰년 미상)은 7세기 신라의 장군이자 관인이었다. 김문영(金文永)이라고도 하였다.

## 생애
태종 무열왕 7년(660년) 나(羅)·당(唐) 연합군이 백제를 공격할 때, 김문영은 신라의 독군(督軍)이었다. 신라의 태자 김법민과 대장군 김유신이 이끌던 신라군은 황산벌 전투에서 백제의 계백이 거느린 5천 군사를 상대로 고전했고, 가까스로 백제군을 격파하는데 성공하지만 이 전투로 당초 당의 총관 소정방이 거느리고 온 당병과 합류하기로 한 기일에서 하루 늦었다. 소정방은 이를 문제삼아 독군 김문영을 처형하려고 했지만, 이것은 김유신의 항의로 겨우 중지되었다.
문무왕 원년(661년) 7월 17일에 수약주총관(首若州摠管)이 되었다. 문무왕 4년(664년) 7월에 문무왕의 명으로 장군 김인문(金仁問)·김품일(金品日) 등과 함께 일선(一善)·한산(漢山) 2주의 군사를 거느리고 웅진도독부와 함께 고구려의 돌사성(突沙城)을 쳐서 함락시켰으며, 문무왕 8년(668년)에 대아찬으로서 아찬 복세(福世)와 함께 비열성주행군총관(卑列城州行軍摠管)으로 임명되어 고구려 공격에 나섰고, 이때 평양 근교의 사천(蛇川) 벌판에서 고구려의 태대막리지 연남건의 군사와 교전하여 대승을 거두었다. 문무왕 10년(670년)부터 시작된 옛 백제 지역의 당병 공략에서 김문영은 김군관(金軍官)과 함께 12성을 빼앗았으며 이 과정에서 당의 번병 7천 명을 베고 말과 병기들을 무수히 노획하였다.
신문왕 3년(683년)에는 이찬(伊湌)으로서 김흠운의 딸을 왕비로 간택하고 그것을 주선하는 예식에 참여하였다. 효소왕 3년(694년)에 상대등(上大等)으로 임명되었다.

## 참고 문헌
- 《삼국사기》